# Prunet (Cantal)
 Prunet  es una población y comuna francesa, situada en la región de Auvernia-Ródano-Alpes, departamento de Cantal, en el distrito de Aurillac y cantón de Arpajon-sur-Cère.

## Demografía
| 488 | 462 | 445 | 445 | 505 | 517 |
| Para los censos de 1962 a 1999 la población legal corresponde a la población sin duplicidades (Fuente: INSEE [Consultar]) |     |     |     |     |     |